# Kamel Igman
 (février 2019).
Pour les articles homonymes, voir Igman (homonymie).
Kamel Igman, né en 1966, est un chanteur algérien kabyle Il était un membre du groupe Igman dans les années 1980, à côté de Azwaw Oussadi.

## Carrière

### Années 1980: Igman
Kamel Igman a d'abord commencé dans la chanson en solo au début des années quatre-vingt, avant de fonder, avec Azwaw Oussadi, le groupe Igman qui le fait connaître au grand public.

### Carrière solo
En 2010, Igman sort son album intitulé Tiziri, dont la thématique aborde essentiellement les sujets de l'amour et de la joie. Dans cet album, il interprète deux chansons en duo avec la chanteuse Nassima. Il produit également un clip pour la chanson Tiziri qui est alors diffusé sur les chaînes BRTV, mais aussi sur Internet à travers les réseaux sociaux.